# Saint-Pair-sur-Mer

Saint-Pair-sur-Mer este o comună în departamentul Manche, Franța. În 1 ianuarie 2022 avea o populație de 4.372 de locuitori.